# Polish International 2022
Die Polish International 2022 im Badminton fanden vom 21. bis zum 25. September 2022 in Lublin statt. Es war die zehnte Auflage dieser Turnierserie in Polen.

## Sieger und Platzierte
| Disziplin    | Gold                            | Silber                       | Bronze                             |
| ------------ | ------------------------------- | ---------------------------- | ---------------------------------- |
| Herreneinzel | Yushi Tanaka                    | Jan Louda                    | Minoru Koga                        |
| Herreneinzel | Yushi Tanaka                    | Jan Louda                    | Koo Takahashi                      |
| Dameneinzel  | Hirari Mizui                    | Qiu Ziying                   | Manami Suizu                       |
| Dameneinzel  | Hirari Mizui                    | Qiu Ziying                   | Sung Shuo-yun                      |
| Herrendoppel | Chiu Hsiang-chieh Yang Ming-tse | Masato Takano Katsuki Tamate | Kazuhiro Ichikawa Kohtaro Miyajima |
| Herrendoppel | Chiu Hsiang-chieh Yang Ming-tse | Masato Takano Katsuki Tamate | Sirawit Sothon Natthapat Trinkajee |
| Damendoppel  | Miku Shigeta Yui Suizu          | Sung Shuo-yun Yu Chien-hui   | Hsieh Pei-shan Tseng Yu-chi        |
| Damendoppel  | Miku Shigeta Yui Suizu          | Sung Shuo-yun Yu Chien-hui   | Qiao Shijun Zhou Xinru             |
| Mixed        | Chiu Hsiang-chieh Lin Xiao-min  | Lu Ming-che Chung Kan-yu     | Chen Sihang Zhou Xinru             |
| Mixed        | Chiu Hsiang-chieh Lin Xiao-min  | Lu Ming-che Chung Kan-yu     | Lin Bing-wei Lin Chih-chun         |